# Ekopark Käringberget

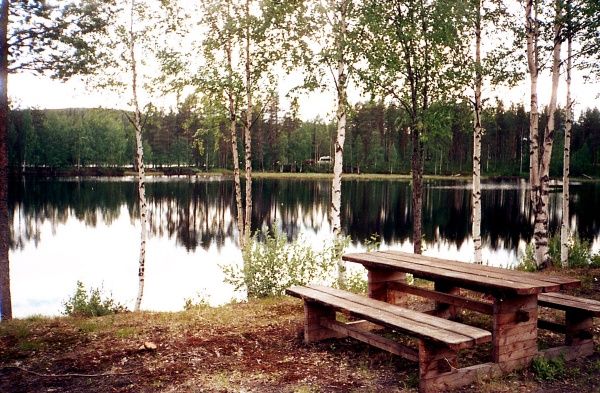

Ekopark Käringberget är en 140 kvadratkilometer stor ekopark i östra delen av Åsele kommun, cirka en mil nordost om Fredrika. Ekoparken har ett varierat skogslandskap, med gran-, björk- och tallskogar, berg, sjöar och en skogsälv, Lögdeälven. I djurlivet märks bäver, kungsörn, orre, och gråspett.
Vintertid är området ett viktigt renbetesland för Vilhelmina norra sameby. Ekoparken har fått sitt namn efter det 506 meter höga berget Käringberget, varifrån man har en utmärkt utsikt över området.